# Redcastle Ridge
Redcastle Ridge är en bergstopp i Antarktis. Den ligger i Östantarktis. Nya Zeeland gör anspråk på området. Toppen på Redcastle Ridge är 19 meter över havet.
Terrängen runt Redcastle Ridge är bergig norrut, men söderut är den kuperad. Havet är nära Redcastle Ridge åt nordväst. Trakten är obefolkad. Det finns inga samhällen i närheten.